# Frida Beckman (litteraturvetare)

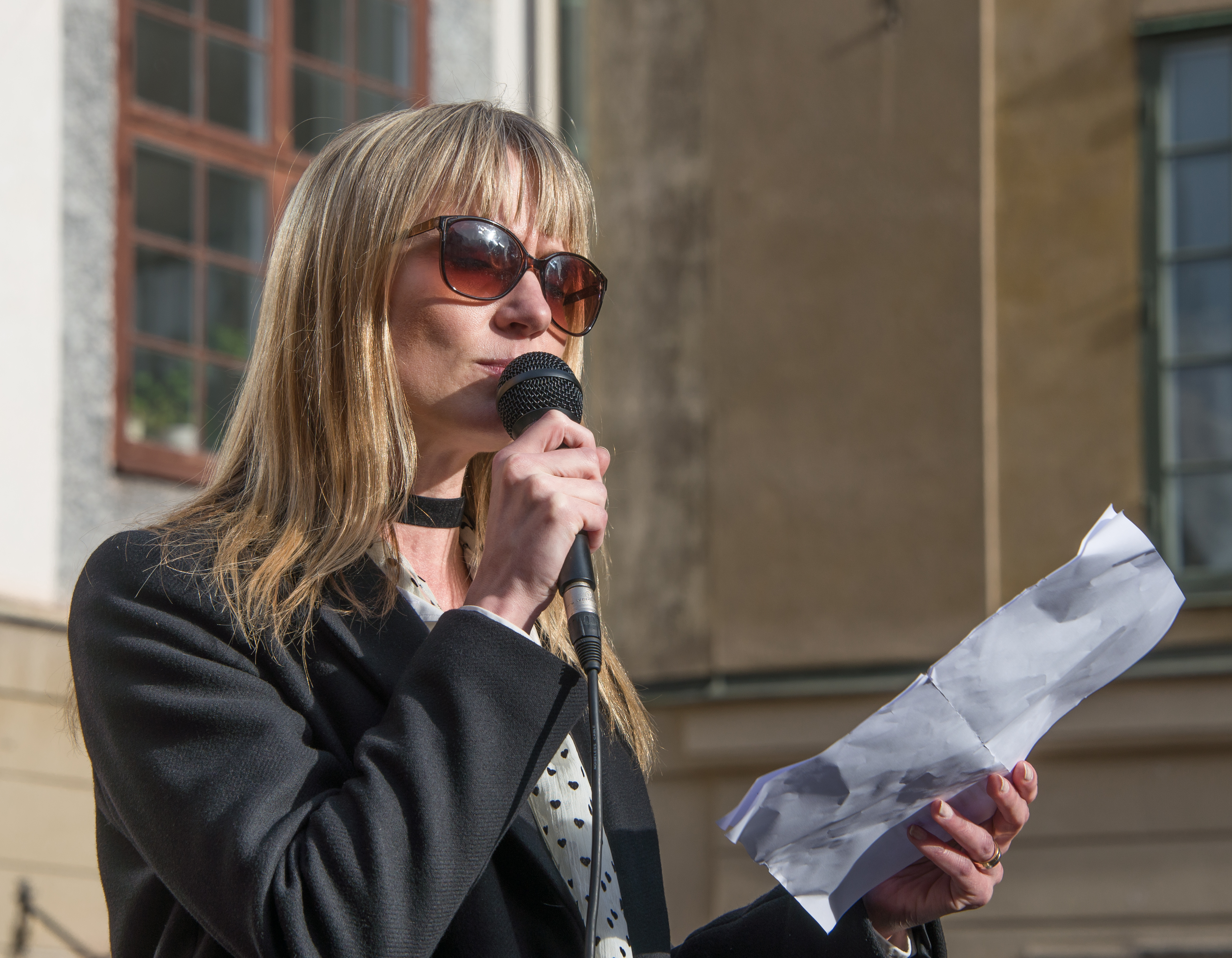

Frida Beckman, född 1976, är en svensk litteraturvetare och författare. Hon är professor i litteraturvetenskap vid Stockholms universitet. År 2023 utgav Beckman boken Postmodernismen.